# Les Binks
Les Binks (Portadown, 8 agosto 1951 – Londra, 15 marzo 2025) è stato un batterista britannico noto prevalentemente per la sua militanza nei Judas Priest.

## Biografia
Iniziò come batterista di Eric Burdon e fu batterista nell'album di Roger Glover The Butterfly Ball and the Grasshopper's Feast (1974). Il progetto dell'album iniziò come colonna sonora per un film d'animazione. In seguito suonò nell'album Wizard's Convention di Eddie Hardin, nel 1976.
Nel 1977 Binks entrò nella band emergente Judas Priest e vi rimase per due anni e mezzo fino al luglio 1979. In seguito collaborò con Steve Mann, futuro chitarrista del Michael Schenker Group. Nel 1980 si unì agli Axis Point, band che si sciolse solamente due anni dopo. Nel 1982 divenne membro del supergruppo Lionheart comprendente Dennis Stratton (ex Iron Maiden) alla chitarra e Jess Cox (ex Tygers of Pan Tang) alla voce, anche se questo fu solo un breve periodo. Nel 1981 Binks suonò nell'album Finardi del cantante rock italiano Eugenio Finardi.
Durante il 2017 e il 2018, eseguì dal vivo le canzoni classiche dei Judas Priest con una nuova band chiamata Les Binks' Priesthood. Penso quindi di unirsi alla band KK's Priest dopo uno spettacolo unico alla fine del 2019 suonando canzoni dei Judas Priest allo Steelmill di KK, insieme ad altri ex membri dei Judas Priest KK Downing e Ripper Owens. Tra gli altri partecipanti vi furono David Ellefson dei Megadeth e A.J. Mills (chitarra) della band britannica Hostile.
Prima delle registrazioni dell'album d'esordio, Binks subì una frattura al polso prima della registrazione del primo album dei KK's Priest nel 2020, venendo quindi sostituito da Sean Elg; guarito dal problema, nel 2022 ritornò in formazione.

## Discografia

### Con i Judas Priest
- 1978 - Stained Class
- 1978 - Killing Machine

### Con i Fancy
- 1974 - Wild Thing
- 1975 - Something To Remember

### Con i Tytan
- 2004 - Rough Justice

### Con i Lionheart
- 1984 - Hot Tonight

### Con gli Axis Point
- 1980 - Axis Point

### Con i Metalworks
- 2001 - Unleashed From the Beast

### Partecipazioni (parziale)
- 1974 - Roger Glover - The Butterfly Ball and the Grasshopper's Feast
- 1980 - Paul Chapman - Mail Order Magic
- 1981 - Eugenio Finardi - Finardi
- 1996 - Blind Guardian - The Forgotten Tales